# 데이진 사건

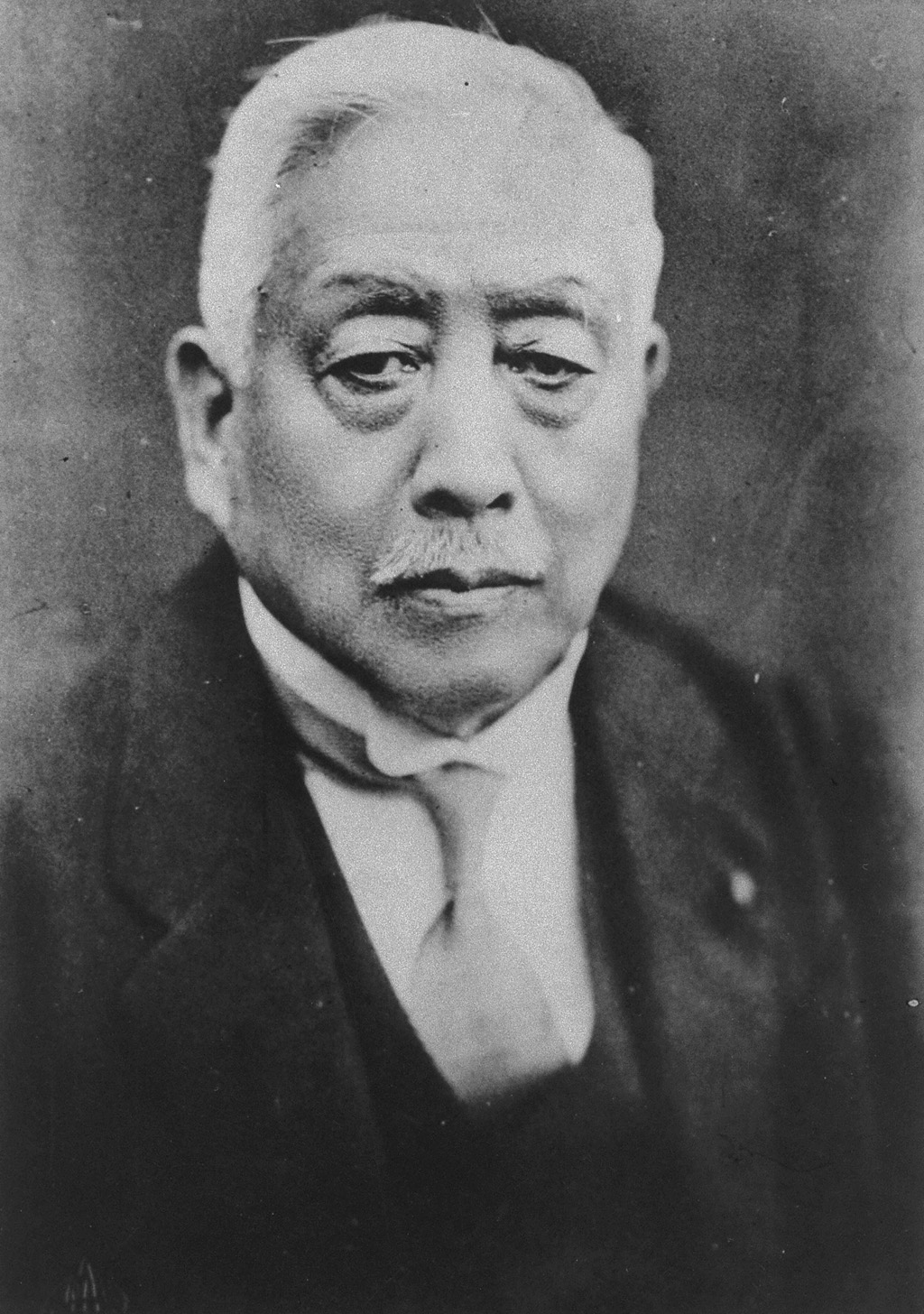
사이토 마코토

데이진 사건 (일본어: 帝人事件)은, 태평양 전쟁 발발 전인 1934년(쇼와 9년)에 일본 제국에서 발생한 의옥(疑獄) 사건이다. 사이토 내각 총사직의 원인이 된 사건이었으나, 최종적으로 기소자 전원이 무죄 판결을 받았다. 

## 경위
당시 일본의 데이코쿠 인조견사 주식회사(帝国人造絹絲株式会社, 현: 테이진)는 스즈키 상점의 계열사였는데, 1927년(쇼와 2년)의 공황으로 스즈키 상점(鈴木商店)이 도산하자, 데이진의 주식 22만 주는 대만 은행의 담보가 되었다. 이후 기업의 실적이 양호하고 기업의 주가가 오르게 되자 이 주식을 둘러싼 은밀한 움직임들이 벌어지고 있었다. 옛 스즈키 상점의 가네코 나오키치(金子直吉)가 이 주식을 환매하기 위해 문부대신 하토야마 이치로(鳩山一郎)나 '반초카이'(番町会)라는 재계인 그룹을 움직여 데이진의 주식 11만 주를 매입했다. 그후 데이진이 증자를 결정하며 주가는 크게 상승했다.
반초카이는 간토 대지진(1923.9.1)이 벌어지기 전쯤에 가와이 요시나리(河合良成), 이와쿠라 도모미쓰(岩倉具光), 고토 구니히코(後藤圀彦)가, 간의(懇意) 고 세이노스케(郷誠之助) 남작(男爵)의 반쵸 자택을 방문하여 함께 식사자리를 갖는 모임으로 설립했던 것이었다.
1934년(쇼와 9년) 1월 17일, 일본의 『지지신보』가 이 '반초카이'를 비판하는 기사인 '반초카이 문제를 폭로한다'(番町会問題をあばく)를 게재, 데이진의 주식을 둘러싼 뇌물 거래 의혹을 거론했다.
의회에서 관련 이슈에 대해 추궁받은 하토야마는 "명경지수(明鏡止水)의 심경"이라고 답했고, 이것이 일본 언론들 사이에 사임의 뜻을 밝힌 것이라고  보도되었기 때문에 불명예스럽게 사임하게 되었다. 덧붙여 같은 해 3월에 지지신보의 사장 무토 산지(武藤山治)가 총격으로 살해되는 사건이 벌어졌는데, 본 사건과 어떤 관계가 있는지는 확실하게 알 수 없다. 

### 오코이 사건(お鯉事件)
당시 일본의 정당인 입헌정우회의 대의사 오카모토 가즈미(岡本一巳)는 1934년 3월 7일, 도쿄 헌병대에 오야마 마쓰키치(小山松吉) 사법대신(司法大臣)을 비롯해 도슈(東株, 도쿄 주식거래소)의 거래 직원인 누마마 도시로(沼間敏朗), 고바야시 다케지로(小林武次郎) 외 2명에 대해 독직(涜職, 부정부패) 혐의를 고발했다. 고바야시가 1928년에 일본 공산당 3·15 사건의 심파로 검거되었을 때, 당시 검사총장이었던 오야마 법상(法相, 사법대신) 등이 마치아이(待合) 접대 향응을 받아 형(刑)의 경감을 도모했다는 것으로, 가쓰라 다로의 내연녀로 마치아이 '리슈'(鯉住)의 여주인인 오코이(お鯉) 즉 안도 아키(安藤照) 자신이 증인으로 나서는 등 수수께끼 가득한 사건으로써 주목받았다. 그러나 당시 조사 결과는 '실수로 인한 무고한 고발'이라는 결론이 나왔고, 오카모토는 무고와 위증교사, 안도는 위증 죄로 4월 2일에 체포되어, 예심 결과 모두 유죄 선고를 받게 되었다.

### 기소 · 사이토 내각 총사직
그 후, 데이진의 사장이나 대만은행의 은행장, 반초카이의 나가노 마모루(永野護), 대장성의 차관 · 은행국장 등 총 16명이 기소되었다. 이에 따라 일본 안에서는 정부에 대한 비판이 높아져서 같은 해 7월 3일 사이토 내각은 총사직했다.
기소된 인물은 다음과 같다.
- 시마다 시게루(島田茂, 대만은행 은행장) - 배임 및 독직(부정부패) 용의
- 나가노 마모루(야마가이 증권이사 · 데이인 이사) - 배임 · 독직 용의
- 다카기 나오미치(高木復亨, 데이인 사장) - 배임, 독직 용의
- 야나기다 나오키치(柳田直吉, 대만은행 이사) - 배임, 독직 용의
- 고시후지 쓰네키치(越藤恒吉, 대만은행 정비과장) - 배임, 독직 용의
- 오카자키 아사히(岡崎旭, 데이인 상무) - 배임, 독직 용의
- 나가사키 에이조(長崎英造, 아사히 석유 사장) - 배임, 독직 용의
- 고바야시 아타루(小林中, 부국생명보험 지배인) - 배임, 독직 용의
- 가와이 요시나리(닛카생명 전무 · 데이인 감사역) - 배임 용의
- 구로다 히데오(黒田英雄, 대장성 차관) - 독직 용의
- 오쿠보 데이지(大久保偵次, 대장성 은행 국장) - 독직 용의
- 오노 류타(大野龍太, 대장성 특별은행과장) - 독직 용의
- 아이다 이와오(相田岩夫, 대장성 은행 검사관 · 대만은행 관리관) - 독직 용의
- 시도 모토지로(志戸本次朗, 대장성 은행검사관보) - 독직 용의
- 나카지마 구마키치(中島久万吉, 상공대신) - 독직 용의
- 미쓰치 주조(三土忠造, 철도대신) - 위증 용의

덧붙여 사건 체포자들의 구류기간은 200일에 이르렀지만, 상행위의 주식 매매가 있었을 뿐, 뇌물로 사용되었다는 데이인의 주식 1,300주는 사건이 일어나기 전인 1933년(쇼와 8년) 6월 19일 이래, 부국징병보험회사(富国徴兵保険会社)의 지하 대형 금고 안에 고스란히 들어 있는 등, 범죄에 관여된 흔적은 어디에서도 찾아 볼 수 없었다.

### 무죄 판결
재판은 1935년(쇼와 10년) 6월 22일 도쿄 형사지방법원에서 개정되었다. 재판장은 후지이 고이치로(藤井五一郎)였다. 16명의 피고는 모두 혐의를 부인했다.
이듬해인 1936년 2·26사건으로 전 총리대신 사이토 마코토가 암살당하고, 11월에는 독일과의 방공 협정 체결을 앞둔 상태에서 1937년(쇼와 12년)에는 기소된 용의자 전원이 제1심에서 무죄 판결이 확정되었다. 이때 좌배심(左陪審)으로 판결을 기안한 것은 대일본무덕회의 이시다 가즈토(石田和外, 훗날 일본 최고재판소 장관)였다.
공판을 통해 미쓰치는 ‘사법 파쇼’라는 말을 써가며 당시 일본 검찰에 의한 강압적인 조사 방법을 엄격히 비판했다.

## 배경
법조회·사법성
일본 제국변호사회는 사이토 내각 총사직에 맞추듯 1934년 7월 워싱턴 해군 군축 조약의 폐지 통고를 정부에 요구하는 성명을 발표했고, 기어코 일본 정부가 군축 조약을 폐지시키게 함으로써 세계적인 군비 확충 시대로의 흐름을 결정지었다. 또한 오야마 마쓰키치 사법대신은 사건 도중인 1934년과 1936년 《나치의 형법》, 《나치의 법제 및 입법강요》 등 나치주의자의 번역 논문을 일본 사법성(司法省)에서 공식 간행하게 했다.
추밀원 부의장 히라누마 가이치로
사법관료 출신으로 당시 제국 추밀원의 부의장이었던 히라누마 기이치로(平沼騏一郎)는 5·15 사건으로 암살된 이누카이 쓰요시(犬養毅)의 후계 내각 총리대신 지위를 노리고 있었지만, 일본 정계의 '원로'로 후계 추천권을 가지고 있던 사이온지 긴모치(西園寺公望)로부터 '히라누마가 지향하는 것은 파시즘적'이라는 이유로 꺼림당했고, 추천 후보로도 오르지 못했고, 추밀원 의장 승격에 대한 요망 역시 사이온지의 반대로 부의장 자리에 머무르고 있던 참이었다. 때문에 사이온지와 이를 지지하는 입헌정우회 주류파(단, 이 당의 총재이며 히라누마의 직계로 평가되는 스즈키 기사부로도 사이온지에 의해 후계 총리 취임을 저지당하고 있었다)를 깊이 원망하여 당내 불만 분자들을 끌어들이면서 관련 사건에 대한 수사를 진행해 나갔다고 한다.
입헌정우회의 내분
일본의 역사학자 사사키 다카시(佐々木隆)는 “이 사건은 일반적으로 히라누마의 사주를 받은 젊은 검사가 날조한 것으로 알려져 있지만, 여기에는 '사이온지 공(公)과 정국'의 '히라누마 음모설'적인 선입관이 뒤섞여 있는 것이라고 여겨지며, 히라누마가 어디까지 관여하고 있었는가는 판단하기 어렵다고 해야 할 것이다", "이 사건은 원래 정우회의 내분으로써 발생했고, 거기에 명당 사건(明糖事件)의 공동화에 대한 검사들의 불만이나, 군부, 우익 등의 여러 가지 생각들이 눈사태마냥 쏟아지면서 비대해진 것이라고 봐야 하며, 처음부터 여러 세력들이 연합한 '거대한 음모'가 도모되고 있었다고 보는 것은 너무 지나치다"라고 하고 있다.
사사키가 지적한 '정우회의 내분'이란 나카지마 구마키치 상상(商相, 상공대신)이 알선하고 하토야마 이치로(정우회 주류파)가 주도한 정우회 · 민정당 두 정당 사이의 제휴운동(連携運動)에 대해, 정우회 비주류파였던 구하라 후사노스케(久原房之助)가 당내 주도권을 빼앗기 위해, 이 정우회 · 민정당의 양당 제휴운동을 무너뜨리려고 한 것을 가리킨다. 두 정당의 제휴운동을 알선했던 나카지마 상상은 아시카가 타카우지 미화 발언 문제로 사임을 강요당했고, 하토야마 이치로도 구하라파 대의사에 의한 의옥 폭로(5월 사미다레 연설 사건)로 공격당하게 된다.
훗날 가와이 노부타로(河井信太郎)는 데이진 사건을 평가하여 다음과 같이 말했다.
시오노 스에히코(塩野季彦) 사법대신의 크나큰 영단으로 항소를 단념하기는 했지만, 검사가 증거품의 검토를 게을리한 것이 무죄 판결을 받는 데에 치명타가 되었다. 그림 족자 같은 데에 자주 그려져 있는, 물속의 햇빛을 원숭이가 등나무 덩굴을 붙잡은 채 꺼내려 드는 그림마냥, 그림자도 형체도 없는 것을 열심히 건져 내는 것이 검찰이 기초하는 바였고, 검찰로써는 싸움이 될 수가 없었다.

## 같이 보기
- 국책수사
- 이시다 가즈토
- 후지이 고이치로
- 쇼와덴코 사건
- 호랑이에게 날개 - 2024년도 전기 일본의 NHK 연속 TV 소설. 제5주에 이 사건을 모델로 한 '공아 사건'(共亜事件)이 등장한다.
- 윤석열 대통령 탄핵 재판 - 2025년 2월 4일 윤석열 대통령 탄핵 심판 5차 변론에 출석한 윤석열 당시 대통령은 탄핵과 관련하여 자신에게 제기된 내란 및 12.3 비상계엄의 불법성에 대해 부인하며 "이번 그 사건을 보면은 실제 아무런 일도 일어나지 않았는데 뭐 지시했니, 지시를 받았니, 뭐 이런 얘기들이 마치 그 어떤 호수 위에 떠있는 달 그림자 같은 걸 쫒아가는 느낌을 좀 많이 받았고요."라고 발언하였는데, 여기서 '호수 위에 떠 있는 달 그림자 같은 것을 쫓아가는' 운운한 발언은 1937년의 이 데이진 사건의 판결문과 이를 1988년 일본 닛케이 신문에서 인용한 경제 칼럼에서 나온 비유를 인용한 것으로 알려졌다.[12]

## 관련 서적
- 『데이진 사건 2(이마무라 역사부로 소송 기록)』 전수 대학 이마무라 법률 연구실
- 노나카 모리타카 「데이진 의옥」(지쿠라 서방, 1935년)
- 가와이 요시나리 「데이진 사건─30년째의 증언」(고단샤, 1970년)
- 스가야 유키히로 “데이진 사건에서 국체명징 성명으로”
- 스가야 유키히로 『쇼와 전전기의 정치와 국가상─“거국일치”를 목표로─』(木鐸社, 2019년)
- 스가야 유키히로 「데이진 사건」
- 마쓰우라 마사타카 『재계의 정치경제사――이노우에 준노스케・고 세이노스케・이케다 나리히코의 시대』(도쿄대학 출판회, 2002년)